# Day Zero
Day Zero é um filme lançado em 2007, que narra a história de três amigos que são alistados ao mesmo tempo. Antes de se apresentarem ao exército, eles passam trinta dias discutindo sobres seus valores, confrontado com tudo que eles acreditam sobre amizade, amor, dever e honra. Escrito por Robert Malkani e dirigido por Bryan Gunnar Cole, o longa é traz  Elijah Wood, Chris Klein e Jon Bernthal como os três amigos alistados. O restante do elenco é formado por Ginnifer Goodwin, Ally Sheedy, Elisabeth Moss e Sofia Vassilieva. O filme foi exibido no Festival Cinema de Tribeca.

## Elenco
- Elijah Wood - Aaron  Feller
- Chris Klein - George Rifkin
- Jon Bernthal - Dixon
- Ginnifer Goodwin -  Molly Rifkin
- Ally Sheedy - Dr. Reynolds
- Elisabeth Moss - Patricia
- Sofia Vassilieva - Mara
- Zoe Lister-Jones - Jessica Hendricks
- Michelle DiBenedetti -  Dallas